# Tyson Chandler
Tyson Cleotis Chandler és un jugador de bàsquet estatunidenc que actualment juga als Lakers de l'NBA. Va néixer el 2 d'octubre de 1982 a Hanford, Califòrnia. Mesura 2,16 metres i juga com a pivot.